# 印度空军安-32运输机坠毁事件
一架印度空军安托诺夫安-32运输机于2019年6月3日在起飞后33分钟与地面失去联系，在该国阿鲁纳恰尔邦撞山坠毁。机上8名机组成员、5名乘客共13名空军官兵全部丧生。

## 事故调查
本次事故中安-32运输机配有双涡桨发动机，于当地时间12:27自印度阿萨姆邦乔尔哈特机场起飞，原定飞往阿鲁纳恰尔邦西桑朗县。13时左右，飞机和地面塔台失去联系，坠毁在目的地34公里以外。
恶劣的天气阻碍了搜救工作的进行。印度空军派出苏-30MKI战斗机、C-130J运输机搜查，并为提供失事飞机信息者发布了50万卢比的奖励。同时，印度陆军、印度海军和印藏边境警察也加入搜查。6月11日，飞机的残骸在阿鲁纳恰尔邦境内找到，坠毁地点海拔约12,000英尺（3,700米）。
6月12日，由15人组成的救援小组空降在坠毁地点附近，但由于天气和地形原因不能前行。第二天，该小组到达坠毁地点，报告称失事运输机上无人生还，并找到飞行记录仪。